# アーマー駅
アーマー駅（英語、Armagh railway station）は、1848年から1957年までの間、北アイルランド南部アーマー県の県都アーマーに設置されていた鉄道駅である。1889年に付近で多数の死者を出す鉄道事故が発生したことで知られる。

## 歴史
アーマー駅はアルスター鉄道によって1848年3月1日に開業された

。
駅の開業当時に存在したアーマー駅への路線は、北アイルランドの首都ベルファストの鉄道駅であるベルファスト・グレート・ビクトリア・ストリート駅とつながっていた。さらにアルスター鉄道は、1858年にはモナハン県の県都であるモナハンとの路線を開業させた。1863年には、モナハンからクローンズ (Clones) まで路線は延伸された。そして1909年には、ケディーへの路線であるカスルブレイニー・ケディー・アンド・アーマー鉄道も開通した。しかし、このケディーへの路線は1923年に廃線となるなど、アーマー駅は衰退してゆく。そして1957年10月1日には、アーマー駅を通る全ての路線が廃止され、アーマー駅の歴史は幕を閉じた

。

## 未定の事項
これは未定のことながら、2014年現在、アーマーを通る鉄道を復活させようという動きも存在している

。